# Matt Mooney
Matthew "Matt" Mooney (Wauconda, Illinois; 7 de febrero de 1996) es un baloncestista estadounidense que pertenece a la plantilla del Reeder Samsunspor de la Basketball Super League. Con 1,91 metros de estatura, ocupa la posición de escolta.

## Trayectoria deportiva

### Universidad
Jugó una temporada con los Air Force Falcons de la Academia de la Fuerza Aérea de los Estados Unidos, en la que promedió 6,9 puntos, 1,9 rebotes y 1,8 asistencias por partido, pero tuvo problemas para adaptarse a la disciplina militar, y tras admitir haber sufrido bullying, pidió ser transferido.
Fue entonces transferido entonces a los Coyotes de la Universidad de Dakota del Sur, donde tras el año en blanco que impone la NBA, jugó dos temporadas más, en las que promedió 18,7 puntos, 4,3 rebotes, 2,6 asistencias y 2,1 robos de balón por encuentro. Fue incluido en ambas temporadas en el mejor quinteto de la Summit League.
Tras graduarse en South Dakota, optó por seguir un año más en la universidad como graduado, eligiendo los Red Raiders de la Universidad Tecnológica de Texas, donde jugó su última temporada en la que promedió 11,3 puntos, 3,1 rebotes y 3,3 asistencias, Fue el artífice, junto a Jarrett Culver, en alcanzar la primera Final Four de la historia de Texas Tech, dando la sorpresa en el Elite Eight al derrotar al favorito Gonzaga Bulldogs, con 17 puntos de Mooney. Alcanzaron la final del Torneo de la División I de la NCAA de 2019, en la que cayeron ante el gran favorito, Virginia Cavaliers. Mooney fue incluido en el mejor quinteto del torneo.

### Profesional
Tras no ser elegido en el Draft de la NBA de 2019, se unió a los Atlanta Hawks para disputar las Ligas de verano de la NBA, en las que jugó cinco partidos, promediando 9,2 puntos, 2,8 rebotes y 2,8 asistencias. En septiembre firmó con Memphis Grizzlies para disputar la pretemporada, pero después de ser descartado, fue asignado a su filial de la G League, los Memphis Hustle. El 15 de enero de 2020 los Cleveland Cavaliers firmaron a Mooney un contrato dual, para jugar también con los Canton Charge, el filial de la G League.
El 12 de octubre Capitanes de la Ciudad de México adquiere el derecho de Matt en un intercambio con Raptors 905. A cambio, Capitanes dará al equipo de Raptors su selección de primera ronda en el Draft 2022-23 de la NBA G League.
El 21 de diciembre firmó un contrato de 10 días con los New York Knicks. Firmó un segundo contrato de 10 días con los Knicks el 31 de diciembre.
El 28 de enero de 2022, viaja de Estados Unidos a Europa para firmar con el Unicaja Málaga de la Liga Endesa.
El 12 de agosto de 2022 firma por el Niners Chemnitz de la Basketball Bundesliga (BBL).
El 7 de octubre de 2022 fichó por el Beşiktaş de la Basketbol Süper Ligi turca.
El 29 de enero de 2023, firma por el Darüşşafaka Lassa de la Basketball Super League (BSL).
El 12 de julio de 2023 firmó con Reeder Samsunspor de la Basketbol Süper Ligi turca (BSL).

## Estadísticas de su carrera en la NBA

### Temporada regular
| Año     | Equipo    | PJ | PT | MPP | %TC  | %3P  | %TL | RPP | APP | ROB | TPP | PPP |
| ------- | --------- | -- | -- | --- | ---- | ---- | --- | --- | --- | --- | --- | --- |
| 2019-20 | Cleveland | 4  | 0  | 4.8 | .250 | .000 | –   | .8  | .3  | .5  | .3  | .5  |
| 2021-22 | New York  | 1  | 0  | 2.0 | .000 | .000 | —   | .0  | .0  | 1.0 | .0  | .0  |
| Total   | Total     | 5  | 0  | 4.2 | .200 | .000 | —   | .6  | .2  | .6  | .2  | .4  |